# 두더지아과
두더지아과(Talpinae)는 두더지과를 구성하는 3개 아과의 하나이다. 구세계두더지류로도 불린다.

## 하위 종
두더지아과는 5족 11개 속으로 이루어져 있다.
- 두더지아과 (Talpinae) - 구대륙 두더지, 데스만류, 땃쥐두더지류
  - 두더지족 (Talpini) - 구대륙의 두더지
    - 미주라두더지속 (Euroscaptor) - 아시아에 서식하는 8종의 두더지
      - 큰중국두더지 (Euroscaptor  grandis)
      - 클로스두더지 (Euroscaptor  klossi)
      - 긴코두더지 (Euroscaptor longirostris)
      - 말레이시아두더지 (Euroscaptor malayana)
      - 히말라야두더지 (Euroscaptor micrura)
      - 미주라두더지 (Euroscaptor mizura)
      - 작은이빨두더지 (Euroscaptor parvidens)
      - 민꼬리두더지 (Euroscaptor subanura)[2]

    - 두더지속 (Mogera) - 일본, 한국, 중국 동부 지역에 서식하는 9종
      - 에치고두더지 (Mogera etigo)
      - 인슐라두더지 (Mogera insularis)
      - 카노두더지 (Mogera kanoana)
      - 고베두더지 (Mogera kobeae)
      - 작은일본두더지 (Mogera imaizumii)
      - 두더지 (Mogera robusta)
      - 도쿠다두더지 (Mogera tokudae)
      - 큰두더지 또는 일본두더지 (Mogera wogura)
      - 센카쿠두더지 (Mogera uchidai)

    - 흰꼬리두더지속 (Parascaptor) - 단일종, 남아시아에 서식
      - 흰꼬리두더지 (Parascaptor leucura)

    - 작은얼굴두더지속 (Scaptochirus) - 중국
      - 작은얼굴두더지 (Scaptochirus moschatus)

    - 유럽두더지속 (Talpa) - 유럽과 서아시아에 서식하는 9종의 두더지.
      - 알타이두더지 (Talpa altaica)
      - 장님두더지 (Talpa caeca)
      - 카프카스두더지 (Talpa caucasica)
      - 유럽두더지 (Talpa europaea)
      - 페레다비드두더지 (Talpa davidiana)
      - 레반트두더지 (Talpa levantis)
      - 스페인두더지 (Talpa occidentalis)
      - 로마두더지 (Talpa romana)
      - 발칸두더지 (Talpa stankovici)

  - 긴꼬리두더지족 (Scaptonychini)
    - 긴꼬리두더지속 (Scaptonyx) - 단일종, 중국과 미얀마에 서식.
      - 긴꼬리두더지 (Scaptonyx fusicaudus)

  - 데스만족 (Desmanini) - 데스만류
    - 데스만속 (Desmana)
      - 러시아데스만 (Desmana moschata)

    - 피레네데스만속 (Galemys)
      - 피레네데스만 (Galemys pyrenaicus)

  - 일본뒤쥐족 (Urotrichini) - 일본뒤쥐
    - 디메코돈속 또는 히메히미즈속 (Dymecodon)
      - 히메히미즈 (Dymecodon pilirostris)

    - 일본뒤쥐속 또는 히미즈속 (Urotrichus)
      - 일본뒤쥐 또는 히미즈 (Urotrichus talpoides)

  - 아메리카뒤쥐족 (Neurotrichini) - 신대륙뒤쥐류
    - 아메리카뒤쥐속 (Neurotrichus) - 미국 태평양 북서부, 브리티시 콜롬비아 남서부
      - 아메리카뒤쥐 (N. gibbsii)